# Liste der Nummer-eins-Hits in den Cash Box Charts (1991)
Diese Liste enthält alle Nummer-eins-Hits in den amerikanischen Cash Box Charts im Jahr 1991. Es gab in diesem Jahr 28 Nummer-eins-Singles.
| Singles |
| --- |
| - Madonna – Justify My Love - 4 Wochen (29. Dezember 1990 – 25. Januar 1991) - Janet Jackson – Love Will Never Do (Without You) - 1 Woche (26. Januar – 1. Februar) - Surface – The First Time - 1 Woche (2. Februar – 8. Februar) - C+C Music Factory feat. Freedom Williams – Gonna Make You Sweat (Everybody Dance Now) - 2 Wochen (9. Februar – 22. Februar) - Whitney Houston – All the Man That I Need - 2 Wochen (23. Februar – 8. März) - Timmy T – One More Try - 1 Woche (9. März – 15. März) - Mariah Carey – Someday - 2 Wochen (16. März – 29. März) - Gloria Estefan – Coming Out of the Dark - 2 Wochen (30. März – 12. April) - Londonbeat – I’ve Been Thinking About You - 1 Woche (13. April – 19. April) - Amy Grant – Baby Baby - 3 Wochen (20. April – 10. Mai) - Roxette – Joyride - 1 Woche (11. Mai – 17. Mai) - C+C Music Factory feat. Freedom Williams & Zelma Davis – Here We Go - 1 Woche (18. Mai – 24. Mai) - Rod Stewart – Rhythm of My Heart - 1 Woche (25. Mai – 31. Mai) - Mariah Carey – I Don’t Wanna Cry - 1 Woche (1. Juni – 7. Juni) - Extreme – More Than Words - 2 Wochen (8. Juni – 21. Juni) - Paula Abdul – Rush Rush - 3 Wochen (22. Juni – 12. Juli) - EMF – Unbelievable - 2 Wochen (13. Juli – 26. Juli) - Jesus Jones – Right Here, Right Now - 1 Woche (27. Juli – 2. August) - Bryan Adams – (Everything I Do) I Do It for You - 6 Wochen (3. August – 13. September) - Paula Abdul – The Promise of a New Day - 2 Wochen (14. September – 27. September) - Color Me Badd – I Adore Mi Amor - 2 Wochen (28. September – 11. Oktober) - Mariah Carey – Emotions - 2 Wochen (12. Oktober – 25. Oktober) - Karyn White – Romantic - 2 Wochen (26. Oktober – 8. November) - Bryan Adams – Can’t Stop This Thing We Started - 1 Woche (9. November – 15. November) - Prince and The New Power Generation – Cream - 2 Wochen (16. November – 29. November) - Michael Bolton – When a Man Loves a Woman - 2 Wochen (30. November – 13. Dezember) - Boyz II Men – It’s So Hard to Say Goodbye to Yesterday - 2 Wochen (14. Dezember – 27. Dezember) - Michael Jackson – Black or White - 4 Wochen (28. Dezember 1991 – 24. Januar 1992) |